# MPICH
MPICH (сокр. от англ. «Message Passing Interface CHameleon») — одна из самых первых разработанных библиотек MPI. На её базе было создано большое количество других библиотек как открытых, так и коммерческих.
До ноября 2012 года существовали две ветви исходных кодов: MPICH1 и MPICH2. Разработка ветви MPICH1 заморожена. Ветвь MPICH2 активно разрабатывается в Аргоннской национальной лаборатории США, с участием компаний IBM, Cray, SiCortex, Microsoft, Intel, NetEffect, Qlogic, Myricom, UBC, а также Университета штата Огайо. Начиная с релиза в ноябре 2012 проект MPICH2 был переименован обратно в "MPICH", но уже версии 3.0. Начиная с этой версии объявлена полная поддержка стандарта MPI-3.

## MPICH2
MPICH2 — легкопереносимая быстрая реализация стандарта MPI. Отличительные особенности:
- Поддерживает различные вычислительные и коммуникационные платформы, включая общедоступные кластеры (настольные системы, системы с общей памятью, многоядерные архитектуры), высокоскоростные сети (Ethernet 10 Гбит/с, InfiniBand, Myrinet, Quadrics) и эксклюзивные вычислительные системы (Blue Gene, Cray, SiCortex).
- Модульная структура для создания производных реализаций, предоставляющая широкие возможности для исследования технологии MPI.

## Примеры программ
Ниже приведены примеры программ с использованием библиотеки MPICH:

### Fortran
В этой программе на языке Fortran каждый из созданных потоков на вычислительном кластере выводит свой номер и приветствие:
```
program 
hello

include
 
'mpif.h'

integer 
rank
,
 
size
,
 
ierror
,
 
tag
,
 
status
(
MPI_STATUS_SIZE
)

call 
MPI_INIT
(
ierror
)

call 
MPI_COMM_SIZE
(
MPI_COMM_WORLD
,
 
size
,
 
ierror
)

call 
MPI_COMM_RANK
(
MPI_COMM_WORLD
,
 
rank
,
 
ierror
)

print
*
,
 
'node'
,
 
rank
,
 
': Hello world'

call 
MPI_FINALIZE
(
ierror
)

end

```

Для компиляции и запуска этой программы на 5 узлах нужно выполнить 2 команды:
```
mpif90 -o exe_f mpi_f.f
mpiexec -l -n 5 ./exe_f
```

Будет выведено нечто вроде:
```
1:  node           1 : Hello world
2:  node           2 : Hello world
3:  node           3 : Hello world
0:  node           0 : Hello world
4:  node           4 : Hello world
```

### C
В этой программе на языке C каждый из созданных потоков на вычислительном кластере выводит свой номер и приветствие:
```
#include
 
<stdio.h>

#include
 
<mpi.h>

int
 
main
 
(
int
 
argc
,
 
char
*
 
argv
[])

{

    
int
 
rank
,
 
size
;

    

    
MPI_Init
 
(
&
argc
,
 
&
argv
);

    
MPI_Comm_rank
 
(
MPI_COMM_WORLD
,
 
&
rank
);

    
MPI_Comm_size
 
(
MPI_COMM_WORLD
,
 
&
size
);

    

    
printf
(
 
"Hello world from process %d of %d
\n
"
,
 
rank
,
 
size
 
);

    

    
MPI_Finalize
();

    

    
return
 
0
;

}

```

Для компиляции и запуска этой программы на 5 узлах нужно выполнить 2 команды:
```
mpicc -o exe_c mpi_c.c
mpiexec -l -n 5 ./exe_c
```

Будет выведено нечто вроде:
```
0: Hello world from process 0 of 5
1: Hello world from process 1 of 5
3: Hello world from process 3 of 5
2: Hello world from process 2 of 5
4: Hello world from process 4 of 5
```